# وينستون قاي
وينستون قاي (بالإنجليزية: Winston Guy)‏ هو لاعب كرة قدم أمريكية أمريكي، ولد في 23 أبريل 1990 في ليكسينغتون في الولايات المتحدة.

## وصلات خارجية
- وينستون قاي على موقع مرجع كرة القدم المحترفة.كوم (الإنجليزية)